# Kostel svatého Rudolfa (Banoštor)
Kostel svatého Rudolfa (srbsky Црква Светог Рудолфа/Crkva Svetog Rudolfa) v srbském městě Banoštor je bývalý římskokatolický kostel, který byl po druhé světové válce opuštěn a dnes z něj tedy zůstávají pouze obvodové zdi. 
Kostel nechal zbudovat na své vlastní náklady a na svém panství hrabě Rudolf Chotek z Futogu, pocházející z uherské větve české šlechtické rodiny Chotků. Stavba kostela byla dokončena na konci října 1913, nicméně slavnostní vysvěcení se konalo až v dubnu roku 1914, na den svatého Rudolfa. Kostel je nápadný svou čtvercovou věží, z níž její horní část ve tvaru jehlanu dnes není dochována. Interiér kostela byl bohatě zdoben, různé sakrální předměty byly do kostela převezeny z futožského kostela, který nechal vystavět hrabě Hadík.
Kostel byl převážně postaven v novorománském stylu, což pro oblast pohoří Fruška Gora představuje značnou raritu. Obecně se ale uplatňují i architektonické prvky typické pro jiné epochy, tudíž je stavba řazena k eklektickému stylu.[zdroj?] Architektura kostela je zajímavá také z toho důvodu, že typičtějším slohem pro stavbu kostela v té době byla neogotika (jako tomu je v případě katedrály ve Futogu).
Kostel má vysokou věž oddělenou od centrální části stavby, která původně byla zakončena zvonicí.
Jelikož většina katolického obyvatelstva byla německého původu, začal s odchodem Němců po skončení války, kostel rychle chátrat. Nad jeho vchodem se nachází mramorová deska s datem stavby, jménem světce, kterému je věnována, a jménem hraběte Chotka, který inicioval stavbu. Vnitřní strany zdí jsou poseté četnými graffiti a podpisy, které jsou staré třicet let, a na druhém konci jsou vidět známky bývalého oltáře. Na vrcholu věže jsou dodnes zřejmé stopy bývalé zvonice, která byla nesena čtyřmi mohutnými podpěrnými sloupy.

## Galerie

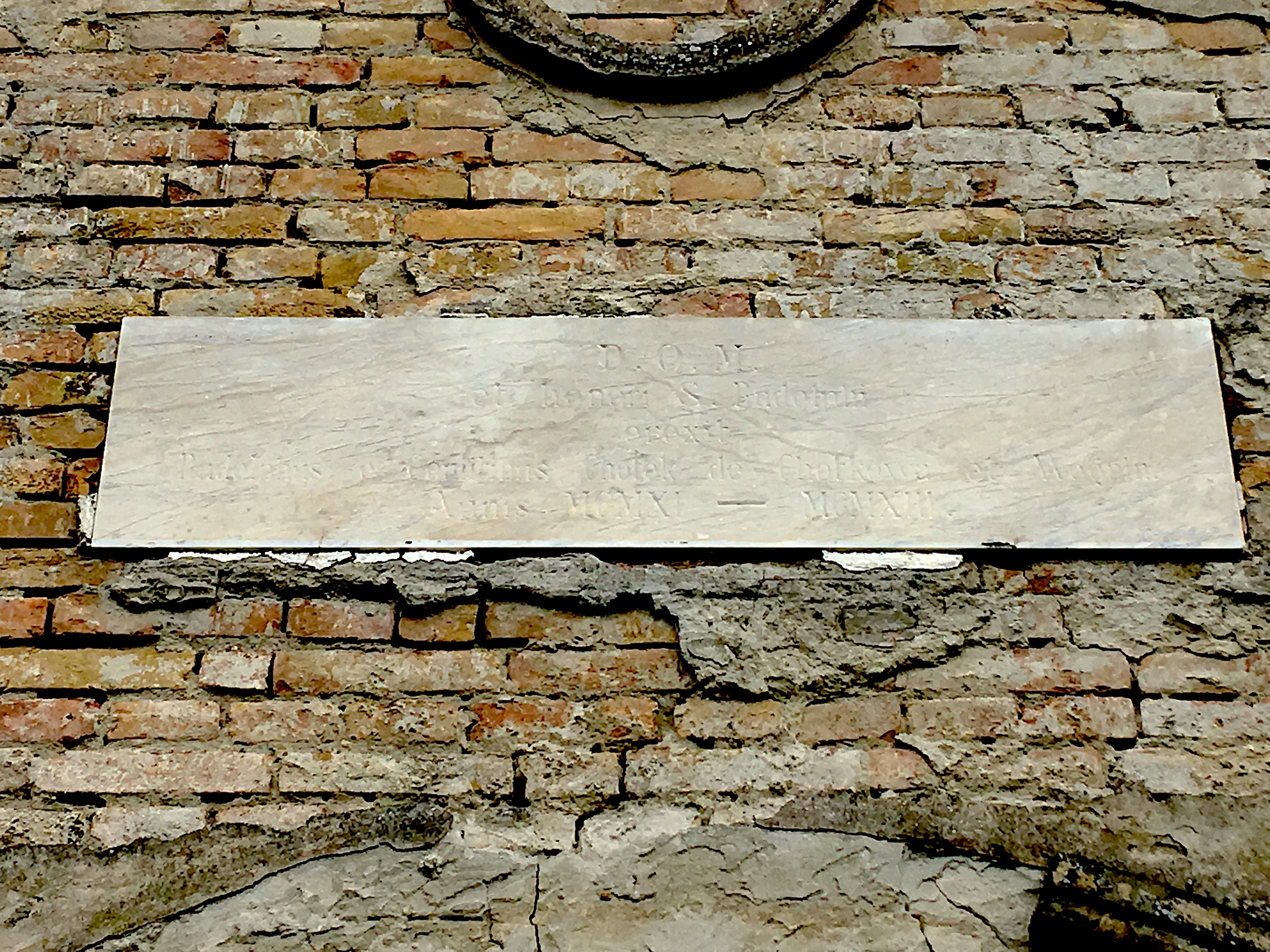
Pamětní deska zmiňující zakladatele kostela hraběte Rudolfa Chotka
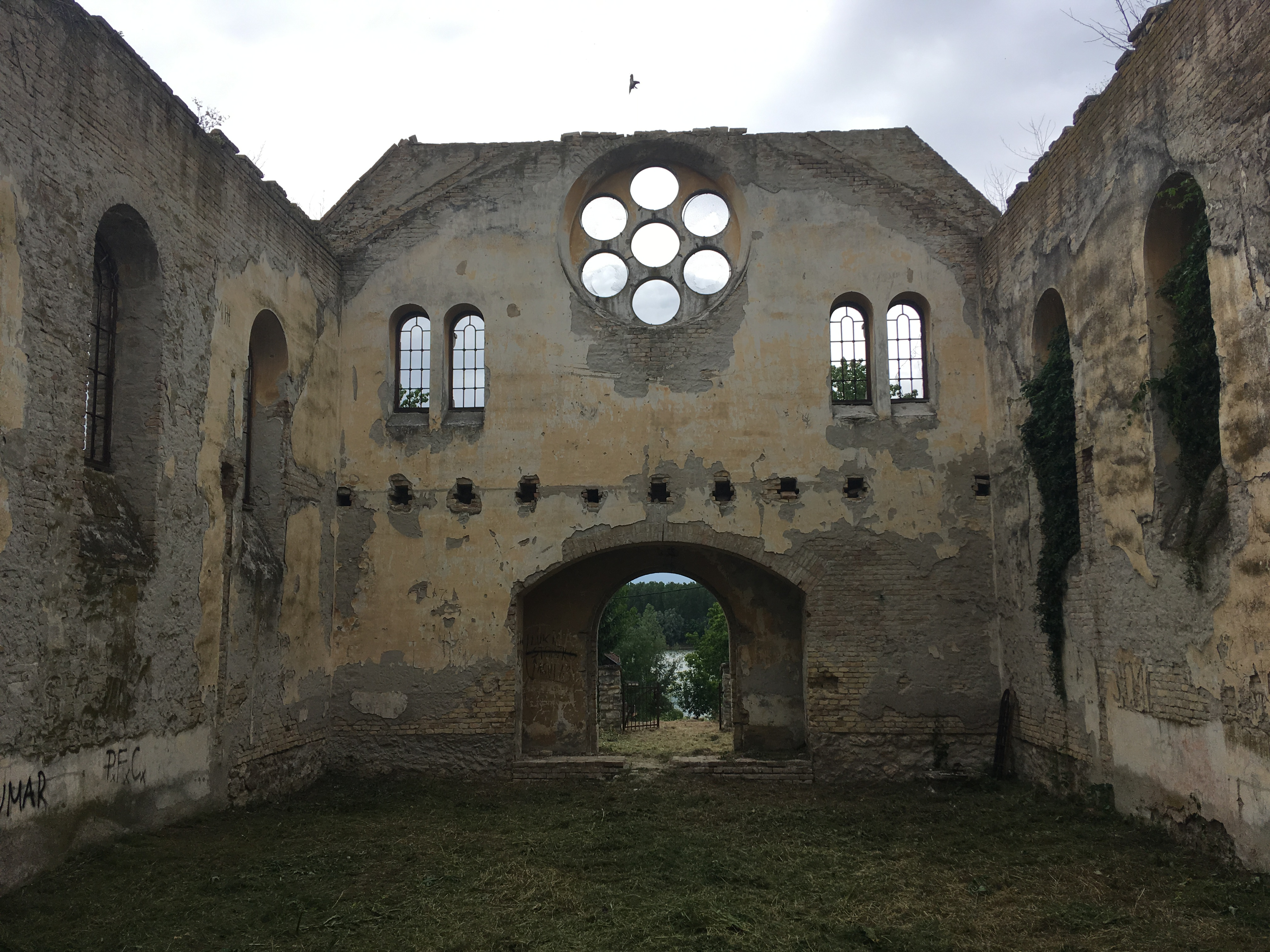
Interiér kostela sv. Rudolfa (pohled od prostoru oltáře)
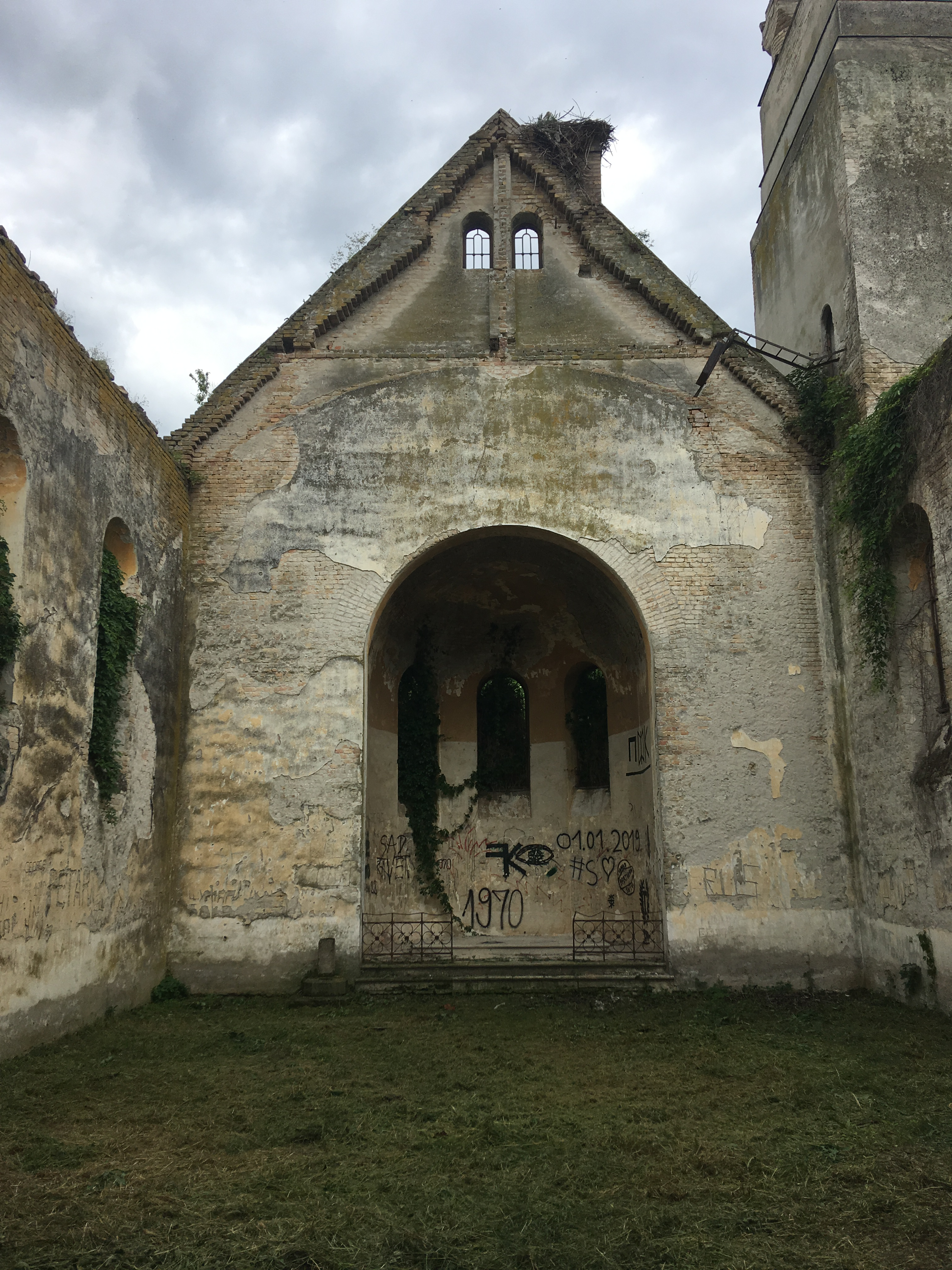
Interiér kostela - pohled od vstupního portálu